# Al Hilal sports de Tunis
Pour les articles homonymes, voir Al Hilal.
Al Hilal sports de Tunis est un club omnisports tunisien basé dans la ville de Tunis.

## Palmarès

### Basket-ball
- Championnat de Tunisie féminin de basket-ball (4) :
  - Vainqueur : 1990, 1993, 1995, 1996
- Coupe de Tunisie féminine de basket-ball (3) :
  - Vainqueur : 1990, 1992, 1993
- Coupe arabe des clubs champions (1) :
  - Vainqueur : 1993
  - Finaliste : 1995, 1997

### Volley-ball
- Championnat de Tunisie de volley-ball féminin (13) :
  - Vainqueur : 1966, 1967, 1988, 1989, 1992, 1995, 1996, 1997, 2000, 2001, 2002, 2005, 2007
- Coupe de Tunisie féminine de volley-ball (14) :
  - Vainqueur : 1966, 1967, 1968, 1986, 1992, 1993, 1994, 1995, 1996, 1998, 1999, 2001, 2002, 2007
- Supercoupe de Tunisie féminine de volley-ball (1) :
  - Vainqueur : 2008